# 노더

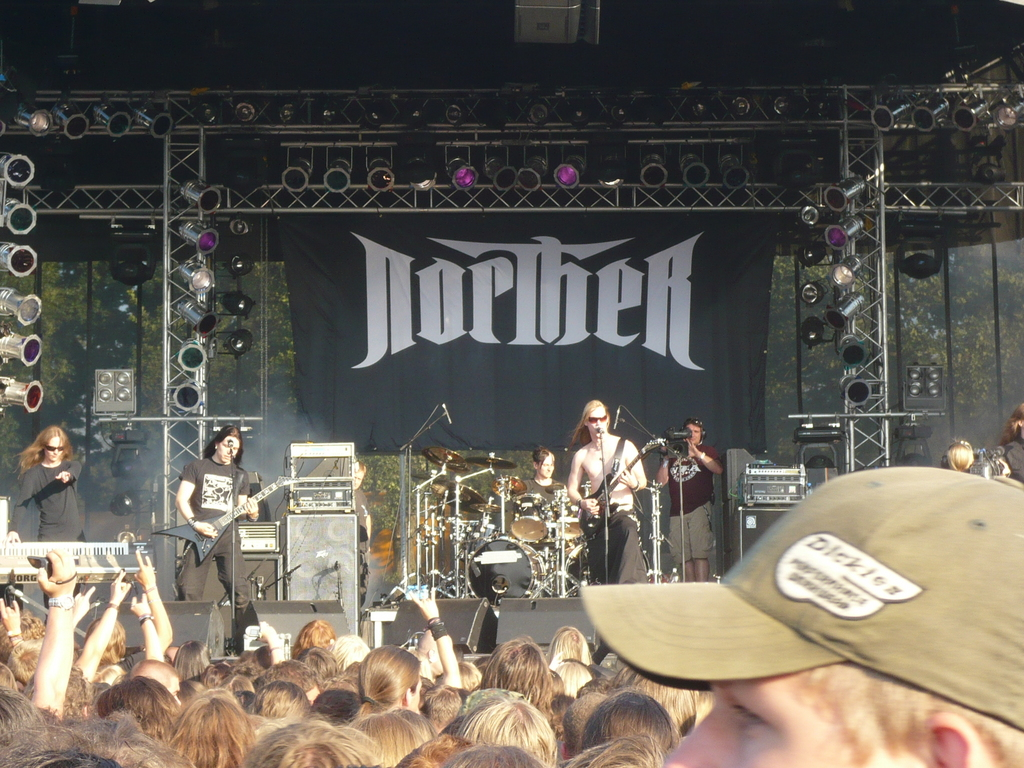
웨이큰 오픈 에어에서 공연중인 노더 (2007)

노더(Norther)는 1996년 핀란드에서 결성된 멜로딕 데스 메탈 밴드이다.
기타/보컬리스트인 페트리 린드로스(Petri Lindroos)와 드러머 토니 하리오(Tony Halio)에 의해 결성되었으며 2002년 린드로스와 하리오 외 크리스티안 란타(Kristian Ranta, 기타), 유카 코스키넨(Jukka Koskinen, 베이스), 투오마스 플랜맨(Tuomas Planman, 키보드)의 라인업으로 데뷔앨범 Dreams Of Endless War를 발매한다.
현재까지 2008년도 앨범 N까지 5장의 정규 앨범을 발표했다.
2009년 3월, 밴드의 리더 역할을 했던 페트리 린드로스는 엔시퍼럼과의 활동과 관련, 노더를 탈퇴했다.